# European Championships 2018/Teilnehmer (Georgien)
| Gelbes Symbol für Goldmedaillen mit stilisierten Olympischen Ringen | Graues Symbol für Silbermedaillen mit stilisierten Olympischen Ringen | Braundes Symbol für Bronzemedaillen mit stilisierten Olympischen Ringen |
| ------------------------------------------------------------------- | --------------------------------------------------------------------- | ----------------------------------------------------------------------- |
| —                                                                   | —                                                                     | —                                                                       |

Georgien nahm an den European Championships 2018 mit insgesamt 15 Athleten und Athletinnen teil.

## Teilnehmer nach Sportarten

### Leichtathletik
Laufen und Gehen 
| Athleten             | Wettbewerb | Vorlauf | Vorlauf | Halbfinale | Halbfinale | Finale | Finale | Rang |
| Athleten             | Wettbewerb | Zeit    | Rang    | Zeit       | Rang       | Zeit   | Rang   | Rang |
| -------------------- | ---------- | ------- | ------- | ---------- | ---------- | ------ | ------ | ---- |
| Männer               |            |         |         |            |            |        |        |      |
| Daviti Kharazishvili | Marathon   | –       | –       | –          | –          | DNF    | DNF    | –    |

 Springen und Werfen 
| Athleten            | Wettbewerb  | Qualifikation | Qualifikation | Finale        | Finale        | Rang |
| Athleten            | Wettbewerb  | Weite/Höhe    | Rang          | Weite/Höhe    | Rang          | Rang |
| ------------------- | ----------- | ------------- | ------------- | ------------- | ------------- | ---- |
| Männer              |             |               |               |               |               |      |
| Lascha Gulelauri    | Dreisprung  | NMW           | NMW           | ausgeschieden | ausgeschieden | –    |
| Giorgi Mudscharidse | Kugelstoßen | 19,18 m       | 24            | ausgeschieden | ausgeschieden | 24   |

### Radsport

#### Bahn
| Athleten        | Wettbewerb | Qualifikation | Qualifikation | Sechzehntelfinale | Sechzehntelfinale | Achtelfinale  | Achtelfinale  | Viertelfinale | Viertelfinale | Halbfinale    | Halbfinale    | Finals        | Finals        | Rang |
| Athleten        | Wettbewerb | Zeit          | Rang          | Zeit              | Rang              | Zeit          | Rang          | Zeit          | Rang          | Zeit          | Rang          | Zeit          | Rang          | Rang |
| --------------- | ---------- | ------------- | ------------- | ----------------- | ----------------- | ------------- | ------------- | ------------- | ------------- | ------------- | ------------- | ------------- | ------------- | ---- |
| Männer          |            |               |               |                   |                   |               |               |               |               |               |               |               |               |      |
| Davit Askurava  | Sprint     | 11,082 s      | 29            | –                 | –                 | ausgeschieden | ausgeschieden | ausgeschieden | ausgeschieden | ausgeschieden | ausgeschieden | ausgeschieden | ausgeschieden | 29   |
| Davit Askurava  | Keirin     | –             | 6             | –                 | 5                 | –             | –             | –             | –             | ausgeschieden | ausgeschieden | ausgeschieden | ausgeschieden | 25   |
| Maksym Lopatiuk | Sprint     | 10,772 s      | 27            | –                 | –                 | –             | 2             | ausgeschieden | ausgeschieden | ausgeschieden | ausgeschieden | ausgeschieden | ausgeschieden | 27   |
| Maksym Lopatiuk | Zeitfahren | 56,350 s      | 19            | –                 | –                 | –             | –             | –             | –             | –             | –             | ausgeschieden | ausgeschieden | 19   |

### Schwimmen
| Athleten             | Wettbewerb          | Vorlauf     | Vorlauf | Halbfinale    | Halbfinale    | Finale        | Finale        | Rang |
| Athleten             | Wettbewerb          | Zeit        | Rang    | Zeit          | Rang          | Zeit          | Rang          | Rang |
| -------------------- | ------------------- | ----------- | ------- | ------------- | ------------- | ------------- | ------------- | ---- |
| Männer               |                     |             |         |               |               |               |               |      |
| Georgia Biganishvili | 50 m Freistil       | 23,74 s     | 57      | ausgeschieden | ausgeschieden | ausgeschieden | ausgeschieden | 57   |
| Georgia Biganishvili | 100 m Freistil      | 51,58 s     | 68      | ausgeschieden | ausgeschieden | ausgeschieden | ausgeschieden | 68   |
| Georgia Biganishvili | 50 m Schmetterling  | 25,28 s     | 61      | ausgeschieden | ausgeschieden | ausgeschieden | ausgeschieden | 61   |
| Teimuraz Kobakhidze  | 100 m Freistil      | 51,91 s     | 71      | ausgeschieden | ausgeschieden | ausgeschieden | ausgeschieden | 71   |
| Teimuraz Kobakhidze  | 50 m Schmetterling  | 24,89 s     | 56      | ausgeschieden | ausgeschieden | ausgeschieden | ausgeschieden | 56   |
| Teimuraz Kobakhidze  | 100 m Schmetterling | 56,01 min   | 56      | ausgeschieden | ausgeschieden | ausgeschieden | ausgeschieden | 56   |
| Irakli Revishvili    | 200 m Freistil      | 1:54,58 min | 52      | ausgeschieden | ausgeschieden | ausgeschieden | ausgeschieden | 52   |
| Irakli Revishvili    | 400 m Freistil      | 4:00,95 min | 32      | –             | –             | ausgeschieden | ausgeschieden | 32   |

### Turnen
| Athleten                                                                | Wettbewerb                  | Qualifikation | Qualifikation | Finale        | Finale        | Rang |
| Athleten                                                                | Wettbewerb                  | Punkte        | Rang          | Punkte        | Rang          | Rang |
| ----------------------------------------------------------------------- | --------------------------- | ------------- | ------------- | ------------- | ------------- | ---- |
| Frauen                                                                  |                             |               |               |               |               |      |
| Anna Subbotina                                                          | Qualifikation Sprung        | 12,100        | 32            | ausgeschieden | ausgeschieden | 32   |
| Anna Subbotina                                                          | Qualifikation Stufenbarren  | 11,200        | 31            | ausgeschieden | ausgeschieden | 31   |
| Anna Subbotina                                                          | Qualifikation Schwebebalken | 10,200        | 32            | ausgeschieden | ausgeschieden | 32   |
| Anna Subbotina                                                          | Qualifikation Bodenturnen   | 11,533        | 31            | ausgeschieden | ausgeschieden | 31   |
| Männer                                                                  |                             |               |               |               |               |      |
| Saba Abesadze Dmitrii Govorov Ioane Jimsheleishvili Konstantin Kuzovkov | Mehrkampf Mannschaft        | 218,762       | 24            | ausgeschieden | ausgeschieden | 24   |

### Wasserspringen
| Athleten                             | Wettbewerb           | Qualifikation | Qualifikation | Finale        | Finale        | Rang |
| Athleten                             | Wettbewerb           | Punkte        | Rang          | Punkte        | Rang          | Rang |
| ------------------------------------ | -------------------- | ------------- | ------------- | ------------- | ------------- | ---- |
| Männer                               |                      |               |               |               |               |      |
| Sandro Melikidze                     | 3 m Brett            | 197,35        | 28            | ausgeschieden | ausgeschieden | 28   |
| Onikashvili Tornike                  | 3 m Brett            | 224,85        | 27            | ausgeschieden | ausgeschieden | 27   |
| Sandro Melikidze Onikashvili Tornike | 3 m Synchronspringen | –             | –             | 289,05        | 10            | 10   |

## Weblink
- offizielle European Championship Website